# Leienkaul
Leienkaul est une municipalité allemande située dans le land de Rhénanie-Palatinat et l'arrondissement de Cochem-Zell.

## Sites à visiter
- Couvent de Maria Martental (à 1,5 km), pèlerinage annuel le 15 septembre